# Ptychosoma
Ptychosoma is een geslacht van hooiwagens uit de familie Phalangodidae.
De wetenschappelijke naam Ptychosoma is voor het eerst geldig gepubliceerd door Sørensen in 1873. 

## Soorten
Ptychosoma omvat de volgende 2 soorten:
- Ptychosoma catalonicum
- Ptychosoma vitellinum